# Ifigenia en Táuride (Majo)
Ifigenia en Táuride (título original en italiano, Ifigenia in Tauride) es un dramma per musica (ópera) en tres actos con música de Gian Francesco de Majo y libreto en italiano de Mattia Verazi. Se estrenó en Mannheim el 5 de noviembre de 1764.
Esta versión operística de Ifigenia en Táuride se representa muy poco en la actualidad. En las estadísticas de Operabase, figuran 2 únicas representaciones desde el 2005 hasta el 2010.

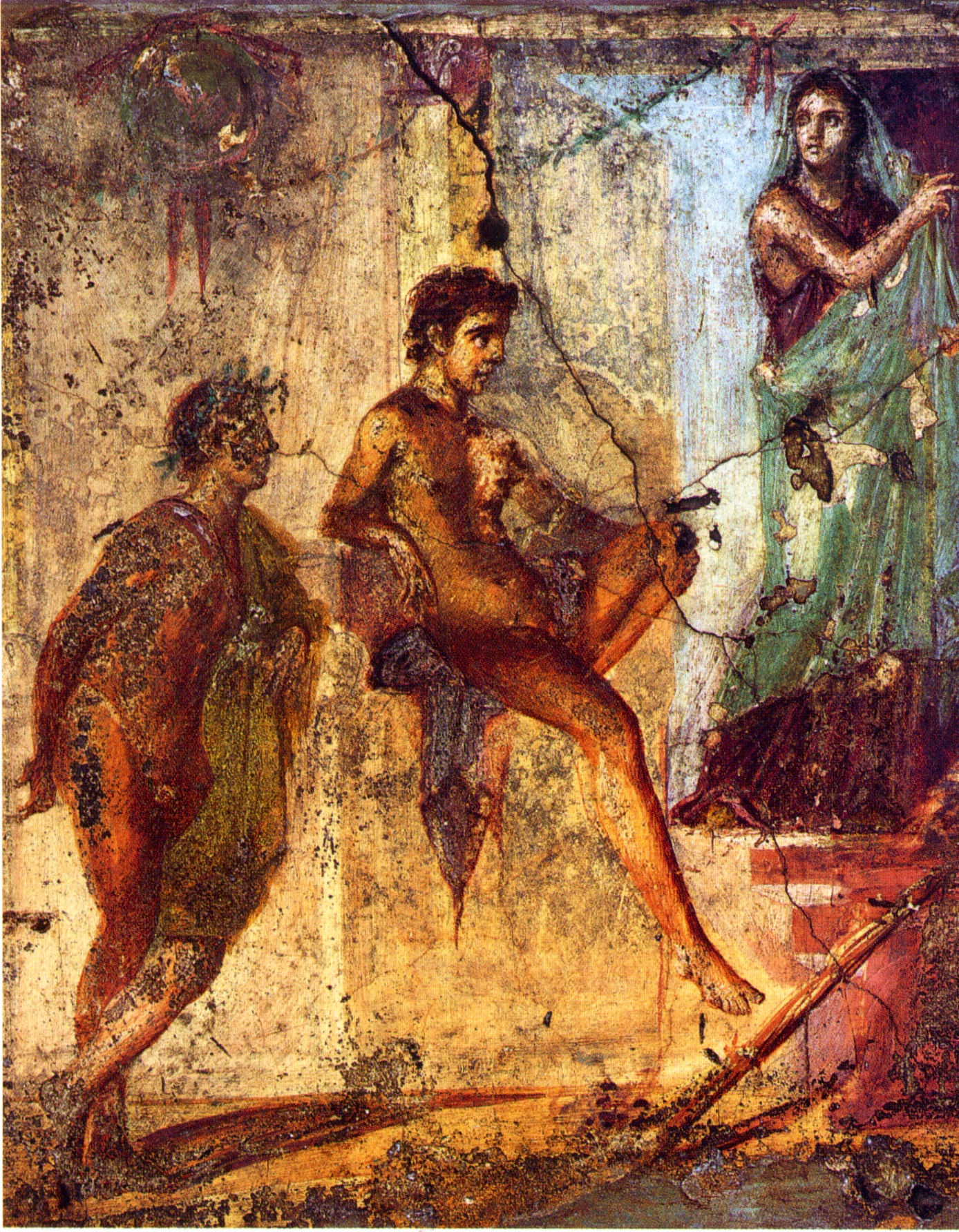
Escena de la tragedia Ifigenia entre los tauros, de Eurípides: Pílades, Orestes e Ifigenia; fresco en el triclinio del procurador de la Casa del Centenario (IX 8,3-6), en la ciudad de Pompeya.